# Woolgar River
Der Woolgar River ist ein nur zur Regenzeit wasserführender Fluss im Norden des australischen Bundesstaates Queensland.

## Geographie

### Flusslauf
Der Fluss entspringt an den Westhängen der Gregory Range, die zur Great Dividing Range gehört. Er fließt nach Südwesten durch Grasland bis zu Mündung in den Flinders River, etwa zwölf Kilometer westlich der Siedlung Burleigh.

### Nebenflüsse mit Mündungshöhen
Nebenflüsse des Woolgar River sind:
- Horse Creek – 311 m